# Mongoolse Universiteit voor Wetenschap en Technologie
De Mongoolse Universiteit voor Wetenschap en Technologie (Mongools: Шинжлэх Ухаан Технологийн Их Сургууль, Shinjilek Ukhan Technologiin Ikh Surguul) is een multidisciplinaire universiteit in Mongolië. De universiteit richt zich op zowel onderwijs als wetenschappelijk onderzoek. Het is tevens een van de grootste centra voor wetenschappelijke en culturele uitwisselingen in Mongolië.

## Achtergrond
De universiteit werd opgericht in 1950. Ongeveer twee derde van alle academisch geschoolde Mongoliërs hebben aan deze universiteit gestudeerd. Zij biedt opleidingen op bachelor-, master- en PhD-niveau.
De universiteit werkt samen met meer dan honderd academische instellingen en onderzoekscentra in de wereld.

## Scholen en faculteiten
De scholen en faculteiten van deze universiteit zijn vergelijkbaar met die van de Nationale Universiteit van Mongolië:
- Faculteit aardwetenschappen
- Faculteit biologie
- Faculteit scheikunde
- School voor wiskunde en informatica
- School voor natuurkunde en elektronica
- School voor Mongoolse studies
- School voor buitenlandse talen en culturen
- School voor economie
- School voor rechtsgeleerdheid
- School voor sociale wetenschappen
- School voor internationale betrekkingen
- School voor informatietechnologie